# Hello Old Friend
«Hello Old Friend» es una canción del músico británico Eric Clapton, publicada en el álbum de estudio No Reason to Cry (1977). La canción fue también lanzada como primer sencillo del álbum en octubre de 1976.

## Recepción
En su reseña de No Reason to Cry, William Ruhlmann de AllMusic destacó «Hello Old Friend» como «la mejor canción pop-rock del álbum» y la calificó como «una pieza identificable de la música de Clapton». Por otra parte, Dave Marsh de la revista Rolling Stone identificó la canción como «un pedazo caprichoso y tonto de inocencia intencionada».
La canción alcanzó el puesto 54 en la lista de éxitos de Australia, mientras que en Canadá otorgó el cuarto top 40 en la carrera en solitario de Clapton al llegar al puesto 37. En los Estados Unidos, el sencillo alcanzó la posición 24 en la lista Billboard Hot 100.

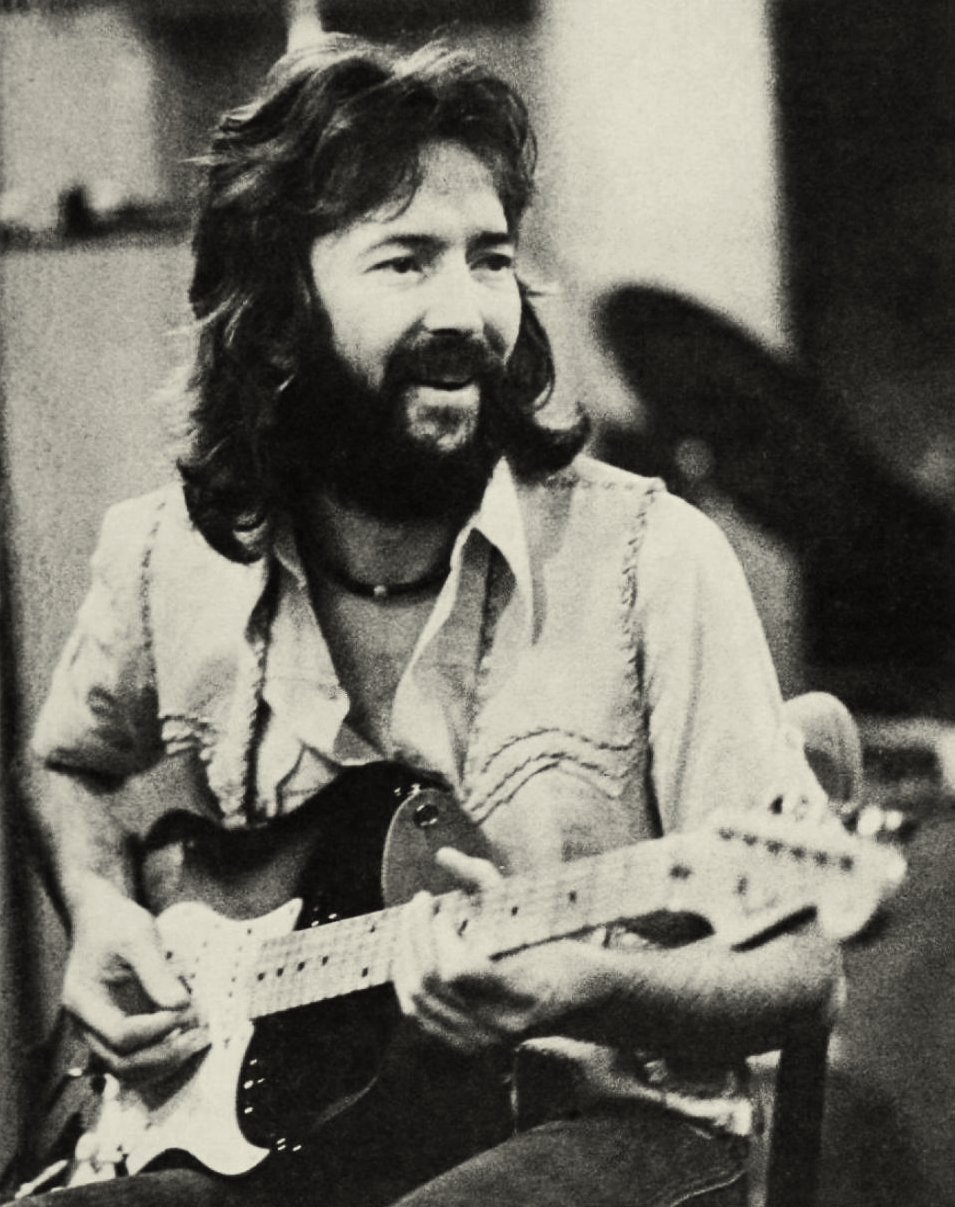
Foto de anuncio del sencillo en la revista Billboard (23 de oct. de 1976)

## Posición en listas
| Lista (1976–1977)                  | Posición |
| ---------------------------------- | -------- |
| Australia (Kent Music Report)      | 54       |
| Canadá (RPM)                       | 37       |
| Estados Unidos (Billboard Hot 100) | 24       |